# ليبرخت ماس
ليبرخت ماس (بالألمانية: Leberecht Maass) (24 نوفمبر 1863 – 28 أغسطس 1914) كان كونتريميرال الذي قاد القوات البحرية الألمانية في معركة هيليغولاند بايت الأولى. لقد فقد حياته عندما أغرقت الطرادات البحرية البريطانية بقيادة ديفيد بيتي سفينته القيادية.

## حياته
ولد ليبرخت ماس في كوركنهاغن، مقاطعة بوميرانيا. ما بين 1893 و1895 قاد ماس زورق طوربيد، كما عمل فيما بعد مديرا للمدرسة البحرية (1906-1908) وترقى إلى رتبة كابتن في مارس 1908. في 9 ديسمبر 1913 تم ترقية ماس إلى كونتريميرال. خلال بداية الحرب العالمية الأولى، قدم ليبرخت خدماته كقائد لزوارق الطوربيد ولسرب الإستطلاع الثاني.